# Comme d'hab
Singles de Bigflo et Oli
Nous aussi
(2015) Le Cordon
(2015)
Comme d'hab est un single du duo de rap français Bigflo et Oli sorti en avril 2015, issu de leur premier album La Cour des grands.

## Historique
Comme d'hab est l'un des premiers singles à succès de Bigflo et Oli.[réf. nécessaire] Les thématiques abordées concernent la vie d'adolescent en général.

## Classement
| Classement (2015) | Meilleure position |
| ----------------- | ------------------ |
| France            | 63                 |